# Леви комунисти в БКП
Леви комунисти или леви сектанти е наименованието на крайна фракция в Българската комунистическа партия, съществувала в периода 1919 – 1936.
Групата им се оформя на първия конгрес на БКП (т.с.), като нейни водачи стават Петко Енев и Иван Ганчев.
Те се обявяват против легалната дейност на партията, против участието в избори, заради което са наречени „антипарламентаристи“. Те призовават незабавно да се създадат Съвети като тези по време на Октомврийската революция в Русия и да се призове народът към въоръжено въстание.
Позицията им е осъдена от мнозинството делегати и от самия Димитър Благоев като напълно авантюристична. Един от водачите на групата – Петко Енев, почти изцяло се отдръпва от първоначалните си позиции. Впоследствие изявените привърженици на левичарския уклон, както още са наричани, са изключени от БКП (т.с.). Те основават свой вестник – „Искра“, в който продължават да пропагандират идеите си. Димитър Благоев им опонира в статиите „Тесни социалисти с анархистически глави“ и „Левите комунисти“. Ленин пише книгата „Левичарството – детска болест на комунизма“ по повод на възникването на подобни на българските леви комунисти фракции в младите комунистически партии в Европа.
Макар и водачите на левичарите да са изключени от партията, групата им продължава да съществува. Те се обявяват за разпускането на БКП и създаване на общ съюз, в който да влизат членовете на партията, профсъюзите и кооперациите. Те се обявяват против множество аспекти от политиката на Коминтерна и през 1921 призовават за създаването на нов - Четвърти Интернационал.
След поражението на Септемврийското въстание през 1923 и априлските събития от 1925 от режима на Александър Цанков са избити, затворени или принудени да емигрират множество опитни дейци на БКП (т.с.), на места партийните организации са практически обезглавени. Това води до издигането на влиятелни позиции на авантюристично настроени и некомпетентни хора. Дело на ултралевичари от Военната организация на БКП е атентата в църквата „Света Неделя“. Дълго време след тежките удари, нанесени на БКП през септември 1923 и април 1925, левичарите отказват да снемат курса към подготовка на ново въоръжено въстание, въпреки липсата на условия за успеха му. Същевременно, като ръководна фигура в Съветския съюз се издига Йосиф Висарионович Сталин. По това време СССР вече се е превърнал в основен поддръжник на комунистическите партии по света и те в голяма степен зависят от процесите в него.
В резултат, 1929 – 1934 левичарската фракция успява почти напълно да овладее ръководството на партията в България. Задграничното представителство остава в ръцете на умереното крило. Водени от догматични позиции, левичарите обявяват периода на развитие на партията преди 1919 г. за „опортюнистически“. Издигнат е лозунгът „За изкореняване на теснячеството“. В резултат на това са освободени от постовете си влиятелни и опитни стари дейци на партията, което допълнително влошава организационното ѝ състояние. Левите сектанти смятат, че България се намира в навечерието на революция и затова издигат лозунги като „Всеобщо, открито, повсеместно настъпление“, „Завладяване на улицата“, „Завземане на земята“ и други. Водена отново от догматичните си позиции, фракцията на левосектантите отказва да се коалира и да си сътрудничи с БЗНС и с БРСДП (ш.с.), като ги обявява за фашистки организации. Това сваля сериозно авторитета на БКП.
Дейците на Задграничното представителство на БКП Георги Димитров и Васил Коларов се намират в постоянен идеологически и организационен сблъсък с привържениците на левия уклон. В крайна сметка, те успяват да им надделеят чрез влиянието си в Коминтерна – на пленуми на Централния комитет на партията през 1935 и 1936 левосектантите са идеологически разобличени и отстранени от ръководството. Догматичните позиции са заменени с ленинистки, враждебността срещу БЗНС и социалдемократите е заменена с курс към създаване на Народен фронт (в съответствие с решенията на Седми конгрес на Комунистическия интернационал от 1935).